# Lorenzo Benati
Lorenzo Benati (5 de abril de 2002) es un deportista de Italia que compite en atletismo. Ganó una medalla de plata en el Campeonato Europeo de Atletismo Sub-20 de 2021, en la prueba de 400 m.